# Hirschau (Tübingen)
Hirschau ist ein Stadtteil der Universitätsstadt Tübingen im Bundesland Baden-Württemberg. Er liegt westlich der Innenstadt.

## Geographie
Hirschau ist je sechs Kilometer von der Universitätsstadt Tübingen und von der Bischofsstadt Rottenburg am Neckar entfernt. Der gefragte Wohn-, Industrie- und Gewerbestadtteil liegt 330 m ü. NN und neben einem Baggersee. Den höchsten Punkt des den Stadtteil Tübingens flankierenden Spitzberges findet man auf 475 m ü. NN. Der Spitzberg gehört zur Region Schönbuch. Am Fuße des Spitzberges wiederum wird Weinbau betrieben. Die Einzellage heißt Sonnenhalde im Bereich Oberer Neckar des Weinbaugebietes Württemberg.

## Geschichte
Um 1204 wurde „Hirzouue“ erstmals in einem Verzeichnis des Zisterzienserklosters Bebenhausen urkundlich erwähnt. Es entstand als planmäßige Dorfgründung entlang einer Straße. Für das späte 13. Jahrhundert ist für Hirschau die Anlage eines Weinbergs nachgewiesen. Eine eigene Kapelle wird Mitte des 14. Jahrhunderts fassbar. 1381 verkaufte Graf Rudolf III. von Hohenberg seine Herrschaft an Herzog Leopold von Österreich, wodurch Hirschau vorderösterreichisch wurde. Im Jahr 1461 wurde die Hirschauer Kapelle zur Pfarrei aufgewertet und von den ehemals zuständigen Pfarren Wurmlingen und Sülchen abgepfarrt. Das Patronat blieb beim heute schweizerischen Kloster Kreuzlingen. Im Spätmittelalter gehörte Hirschau zu den reichsten Dörfern der Grafschaft Hohenberg.
Mit dem Preßburger Frieden von 1805 musste Österreich die Grafschaft Hohenberg an das Herzogtum Württemberg abtreten. 1807 wurde das nun württembergische Hirschau dem Oberamt Rottenburg zugeordnet. Bei der Neueinteilung der Landkreise in Württemberg kommt Hirschau 1936 zum Landkreis Tübingen. Am 1. Juli 1971 wurde Hirschau in die Kreisstadt Tübingen eingegliedert und verlor seine kommunale Selbstständigkeit.
Der Ort hat seit seiner Eingemeindung seinen dörflichen Charakter erhalten, versteht sich aber zunehmend als Stadtteil von Tübingen. Es gibt mehrere Vereine vor Ort, darunter einen Sportverein, einen Tennisverein, einen Gesangsverein, einen Musikverein, eine Narrenzunft und die Freiwillige Feuerwehr Hirschau. Die ehemalige Dorfgaststätte "Ratsstüble" dient seit 2021 als Stadtteiltreff mit ehrenamtlich betriebener Dorfkneipe. Beides wird vom gleichnamigen Verein getragen, der aus einer Quartiersentwicklung mit Bürgerbeteiligung ("Quartier 2020") hervorgegangen ist.
Der 1927 gegründete Obst- und Weinbauverein (OWV) führt die Tradition des alten Weinbauorts in die Gegenwart. In den letzten Jahren konnte eine beträchtliche Qualitätssteigerung bei Hirschauer Weinen verzeichnet und zahlreiche Jungwengerter gewonnen werden. Neben einigen Besenwirtschaften zeigen beim jährlichen WeinSommerAbend bis zu zehn Wengerter ihre besten Erzeugnisse. Vereinsraum ist die Obere Kelter oder Riederkelter von 1683. Sie ist die letzte der ursprünglich sechs Hirschauer Keltern und gehörte früher dem Kloster Kreuzlingen.
Da die Hirschauer Wengerter ihre Weine ausnahmslos in den eigenen Kellern ausbauen, bietet sich eine besonders große Vielfalt an verschiedenen Weinstilen und -charakteren. Mit der herausfordernden Arbeit in den Steillagen am Hirschauer Spitz- und Kapellenberg leisten die Hobby-Weingärtner einen wichtigen Beitrag zum Erhalt der traditionellen Kulturlandschaft.

### Einwohnerentwicklung
In Hirschau leben heute 3401 Personen (Stand: 31. Dezember 2023). Bezogen auf die Gemarkungsfläche von 6,17 km² entspricht dies einer Bevölkerungsdichte von 551 Einwohnern pro Quadratkilometer.
| Bevölkerungsentwicklung | Bevölkerungsentwicklung | Bevölkerungsentwicklung | Bevölkerungsentwicklung | Bevölkerungsentwicklung | Bevölkerungsentwicklung | Bevölkerungsentwicklung | Bevölkerungsentwicklung | Bevölkerungsentwicklung | Bevölkerungsentwicklung | Bevölkerungsentwicklung | Bevölkerungsentwicklung |
| ----------------------- | ----------------------- | ----------------------- | ----------------------- | ----------------------- | ----------------------- | ----------------------- | ----------------------- | ----------------------- | ----------------------- | ----------------------- | ----------------------- |
| Jahr                    | 1394                    | 1768                    | 1880                    | 1925                    | 1950                    | 1961                    | 1970                    | 2004                    | 2008                    | 2020                    | 2023                    |
| Einwohner               | 378                     | 410                     | 843                     | 728                     | 959                     | 1347                    | 2131                    | 3358                    | 3197                    | 3297                    | 3401                    |

## Religion
Ende 2023 waren 43,3 Prozent der Einwohner konfessionslos oder gehörten einer anderen Religion an, 32,6 Prozent waren römisch-katholisch, 24,1 Prozent evangelisch.
Hirschau war früher, im Gegensatz zu anderen Tübinger Stadtteilen, überwiegend katholisch. Dies rührte daher, dass der Ort über Jahrhunderte zur Grafschaft Hohenberg gehörte, die ein Teil Vorderösterreichs war. Hirschau und der Tübinger Stadtteil Bühl waren die zwei einzigen Stadtteile von Tübingen mit mehrheitlich katholischer Bevölkerung.

## Sehenswürdigkeiten

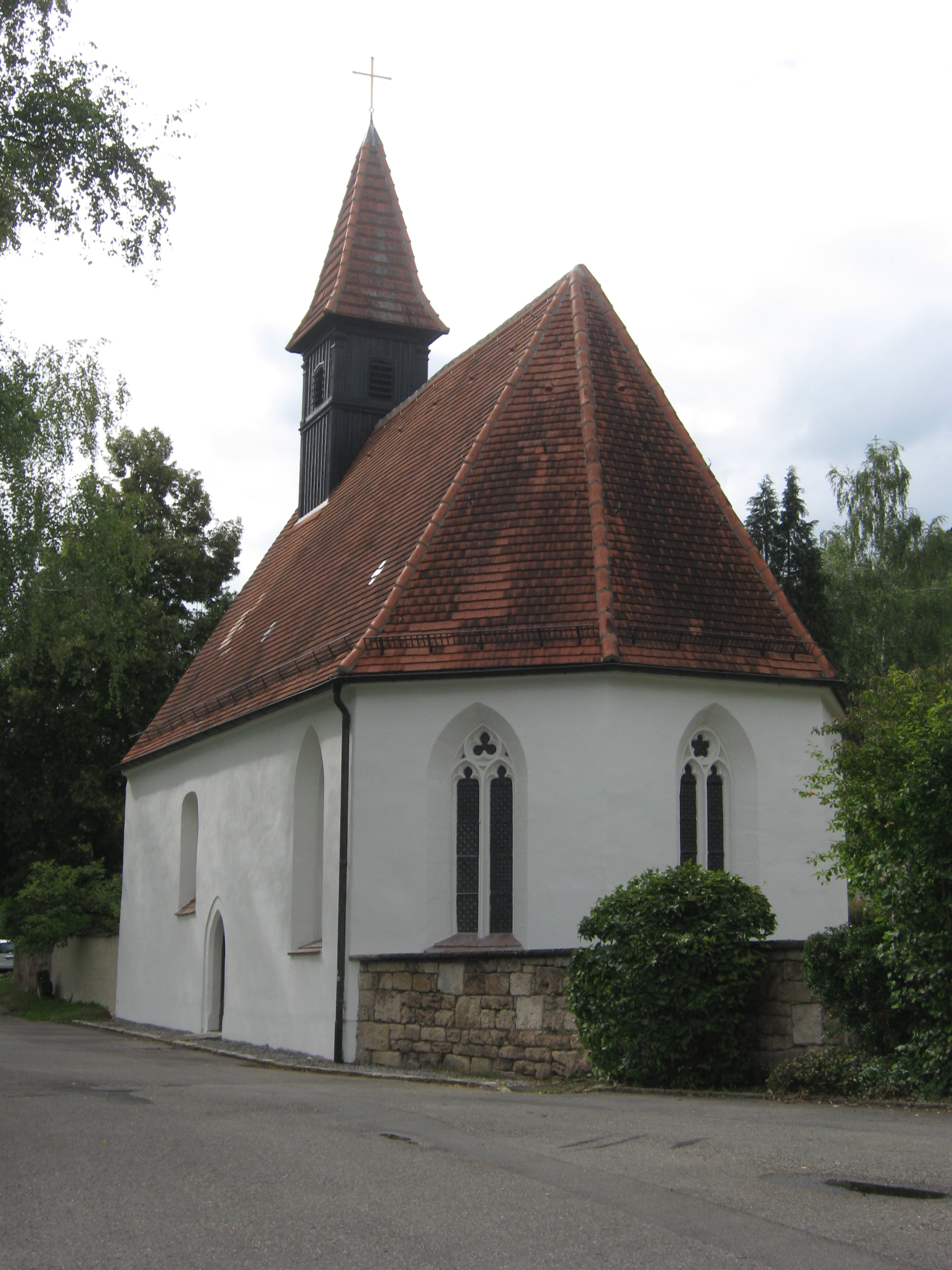
„Kirchle“

- Ehemalige Wallfahrtskapelle „Zu unserer lieben Frau im Holderbusch und St. Urban“, 1396 erbaut, heute Friedhofskapelle (das Kirchle)
- Katholische Pfarrkirche St. Ägidius, mit Chorfenstern des Künstlers Wilhelm Geyer aus Ulm
- Riedkelter, gehörte ehemals dem Kloster Kreuzlingen. Die einzige von ehemals sechs Keltern auf Hirschauer Markung, die noch erhalten ist.

## Sport
Der Hirschauer Baggersee ist für den Schwimmsport als Badesee freigegeben.

## Gemeindepartnerschaft
Kingersheim im Elsass (Frankreich) ist seit 1963 Partnergemeinde von Hirschau.